# Festival Puccini

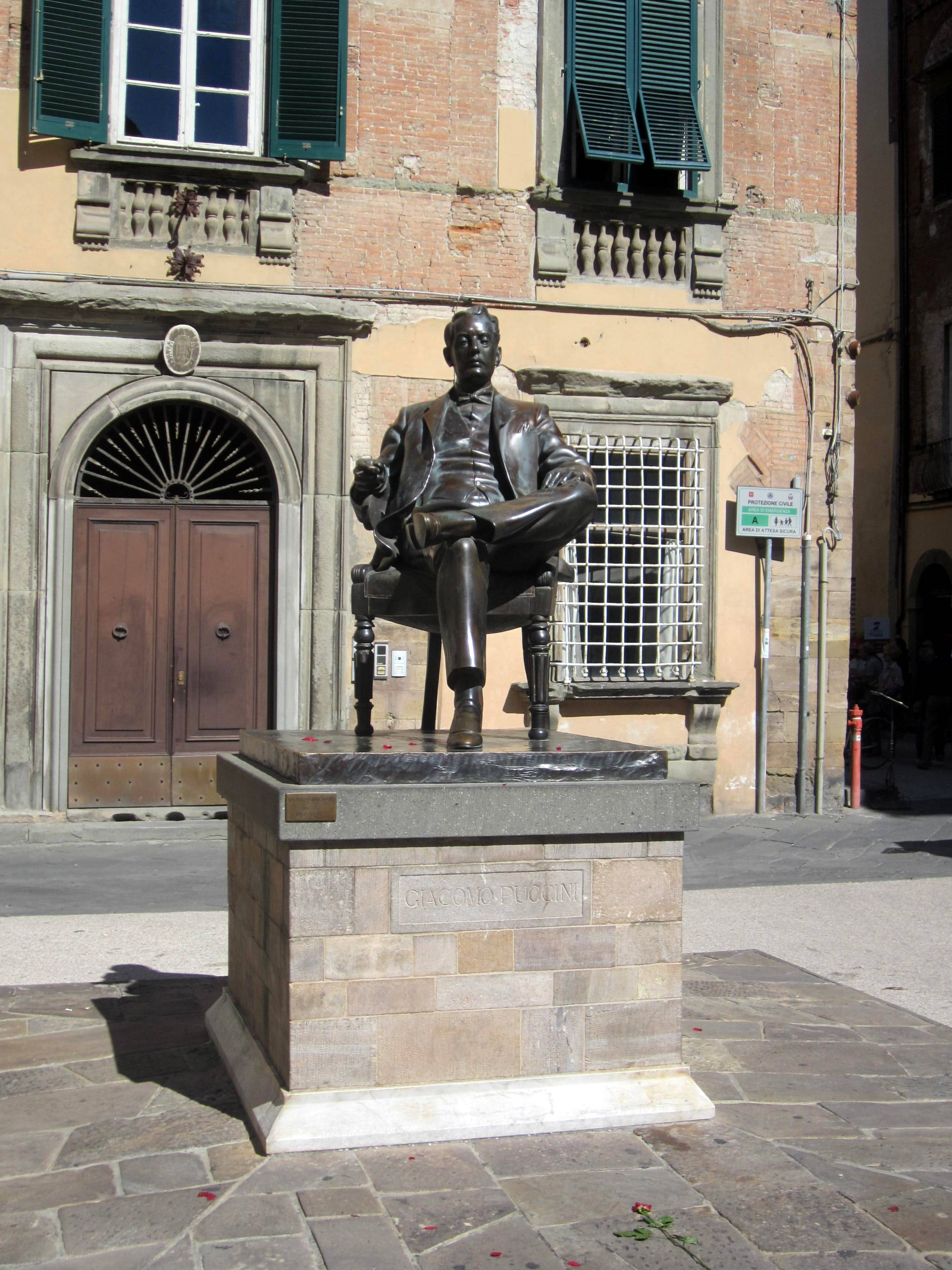
Monumento a Puccini perto de sua cidade natal, na cidade vizinha de Lucca

O Festival Puccini é um festival de ópera de verão, que se realiza anualmente em julho e agosto, para apresentação das óperas do famoso compositor italiano Giacomo Puccini .
O Festival é realizado desde 1930 em Torre del Lago, Itália, uma cidade localizada entre o Lago de Massaciuccoli e o Mar Tirreno, a 4 km (2.5 mi) das praias de Viareggio, na Riviera Toscana, e a 18 km (11 mi) de Pisa e Lucca, a cidade natal de Puccini.
Apresentando quatro ou cinco representações de até quatro produções operáticas em cada temporada, o Festival atrai cerca de quarenta mil espectadores ao seu teatro ao ar livre, com capacidade para 3.400 lugares, com vista para o lago e localizado muito perto da "Villa Puccini", a casa que o compositor construiu em 1900 e onde viveu e trabalhou nas suas grandes óperas.